# Monkpa
Monkpa est l'un des quatorze arrondissements de la commune de Savalou dans le département des Collines au centre du Bénin.

## Géographie
L'arrondissement de Monkpa est situé au centre du Bénin et compte 3 villages. Il s'agit de : 
- Aga
- Dodome
- Wala.

## Démographie
Selon le recensement de la population de 2013 conduit par l'Institut national de la statistique et de l'analyse économique (INSAE), Monkpa compte 3270 habitants.